# Walter Link
Walter Link (* 21. Juli 1937 in Siegen; † 15. Januar 2010 in Wehrbleck) war ein deutscher Politiker (CDU).

## Leben und Beruf
Nach der Besuch der Volksschule mit anschließender Facharbeiter-Ausbildung zum Former und vierjährigem Wehrdienst bei der Luftwaffe in Oldenburg wurde Link zum Diakon der westfälischen Diakonenanstalt Nazareth in Bethel bei Bielefeld ausgebildet. An der Deutschen Sporthochschule Köln ließ sich der aktive Leistungssportler anschließend zum staatlich anerkannten Sportlehrer ausbilden. Von 1968 bis 1978 war Link Mitarbeiter der von Bodelschwinghschen Anstalten in Freistatt. Dort gründete er den SV Freistatt und sorgte für den Bau einer Sporthalle. In dieser Zeit machte er von 1971 bis 1974 eine berufsbegleitende Ausbildung zum staatlich anerkannten Erzieher an der Fachhochschule für Sozialpädagogik des Stephansstifts Hannover.
Walter Link war mit der Förderschullehrerin Ursula Link verheiratet und wohnte in Wehrbleck (Landkreis Diepholz). Er wurde in Bielefeld beigesetzt.

## Wirken in Politik und Gesellschaft
Ab 1956 war Link Mitglied der CDU. Er war von 1973 bis 1999 Vorsitzender des CDU-Kreisverbandes Diepholz. Er gehörte von 1976 bis 2005 dem Kreistag des Landkreises Diepholz und von 1978 bis 1983 dem Niedersächsischen Landtag an. 1982 erhielt er das Amt des sozial- und gesundheitspolitischen Sprechers der CDU-Landtagsfraktion.
Von 1983 bis 2005 war er Mitglied des Deutschen Bundestages. Dort war er von 1987 bis 1992 Obmann der CDU/CSU-Bundestagsfraktion im Ausschuss für Jugend, Familie, Frauen und Gesundheit und von März 1993 bis 1994 Vorsitzender des Ausschusses für Familie und Senioren. Anschließend war er bis 2002 Vorsitzender der Enquête-Kommission Demographischer Wandel.
Walter Link zog 1983, 1987, 1990 und 1994 als direkt gewählter Abgeordneter des Wahlkreises Diepholz sowie 1998 und 2002 über die Landesliste Niedersachsen in den Bundestag ein.
Von 2006 bis 2009 war Link Vorsitzender der Bundesarbeitsgemeinschaft der Seniorenorganisationen (BAGSO).
Zur Ehrung des langjährigen Vorsitzenden des Kreissportbundes Diepholz (1982–2010) wurden die Sporthallen in der Kreisstadt Diepholz 2013 in Walter-Link-Sporthallen umbenannt.

## Auszeichnungen
- Bundesverdienstkreuz 1. Klasse
- 1999: Ehrenvorsitzender des CDU-Kreisverbandes Diepholz